# Anosia luxurians
Anosia luxurians är en fjärilsart som beskrevs av Hans Fruhstorfer 1907. Anosia luxurians ingår i släktet Anosia och familjen praktfjärilar. Inga underarter finns listade i Catalogue of Life.